# 第19回日劇學院賞
←第18回 - 第19回 - 第20回→
第19回日劇學院賞，為針對1998年10月到12月日本播出的秋季連續劇之投票與評比。最優秀作品由木村拓哉和中山美穗雙主演的《沉睡的森林》獲得，此劇在此回學院賞共獲七個獎項。

## 最優秀作品賞
《沉睡的森林》
- 讀者票：1.沉睡的森林；2.世紀末之詩（日语：世紀末の詩）；3.奇蹟之人
- 記者票：1.沉睡的森林；2.小報急先鋒（日语：タブロイド (テレビドラマ)）；3.美酒貴公子
- 評審票：1.小報急先鋒（日语：タブロイド (テレビドラマ)）；2.沉睡的森林；3.奇蹟之人

## 主演男優賞
木村拓哉（沉睡的森林）
- 讀者票：1.木村拓哉（沉睡的森林）；2.山崎將義（奇蹟之人）；3.稻垣吾郎（美酒貴公子）
- 記者票：1.木村拓哉（沉睡的森林）；2.岸谷五朗（你以為你是誰！（日语：なにさまっ!））；3.堂本剛（重返少年時）
- 評審票：1.本木雅弘（德川慶喜）；2.稻垣吾郎（美酒貴公子）；3.山崎將義（奇蹟之人）

## 主演女優賞
中山美穗（沉睡的森林）
- 讀者票：1.中山美穗（沉睡的森林）；2.常盤貴子（小報急先鋒（日语：タブロイド (テレビドラマ)））；3.和久井映見（大女生日記（日语：殴る女））
- 記者票：1.中山美穗（沉睡的森林）；2.和久井映見（大女生日記（日语：殴る女））；3.常盤貴子（小報急先鋒（日语：タブロイド (テレビドラマ)））
- 評審票：1.和久井映見（大女生日記（日语：殴る女））；2.榎本加奈子（PA私家女演員（日语：P.A.#ドラマ））；3.中山美穗（沉睡的森林）

## 助演男優賞
吹越滿（大女生日記）
- 讀者票：1.草彅剛（陣平（日语：じんべえ#テレビドラマ））；2.吹越滿（大女生日記（日语：殴る女））；3.中山裕介（日语：ユースケ・サンタマリア）（沉睡的森林）
- 記者票：1.佐藤浩市（小報急先鋒（日语：タブロイド (テレビドラマ)））；2.吹越滿（大女生日記（日语：殴る女））；3.草彅剛（陣平（日语：じんべえ#テレビドラマ））
- 評審票：1.吹越滿（大女生日記（日语：殴る女））；2.長瀨智也（惡靈貞子）；3.佐藤浩市（小報急先鋒（日语：タブロイド (テレビドラマ)））

## 助演女優賞
友坂理惠（小報急先鋒）
- 讀者票：1.松隆子（陣平（日语：じんべえ#テレビドラマ））；2.松下由樹（奇蹟之人）；3.友坂理惠（小報急先鋒（日语：タブロイド (テレビドラマ)））
- 記者票：1.友坂理惠（小報急先鋒（日语：タブロイド (テレビドラマ)））；2.松隆子（陣平（日语：じんべえ#テレビドラマ））；3.松雪泰子（你以為你是誰！（日语：なにさまっ!））
- 評審票：1.友坂理惠（小報急先鋒（日语：タブロイド (テレビドラマ)））；2.松下由樹（奇蹟之人）；3.菅野美穗（美酒貴公子）

## 新人賞
山崎將義（奇蹟之人）

## 服裝造型賞
藤原紀香（繼母庸人妙管家）

## 腳本賞
野澤尚（沉睡的森林）

## 攝影賞
富士電視台《沉睡的森林》

## 主題歌賞
〈カムフラージュ〉竹內瑪莉亞（沉睡的森林）

## 卡司賞
富士電視台《小報急先鋒》

## 片頭賞
中江功（沉睡的森林）

## 監督賞
中江功、澤田鎌作（沉睡的森林）

## 特別賞
日本電視台《PA私家女演員》